# Batalha de Nova Cartago (206 a.C.)
A Segunda Batalha de Cartago Nova foi travada entre os exércitos cartagineses sob o comando de Magão Barca e as forças da República Romana perto de Cartago Nova em 206 a.C.. Foi uma tentativa cartaginesa de recuperar a cidade depois de sua captura três anos antes.

## Antecedentes
Depois da derrota cartaginesa na Batalha de Ilipa, os turdetanos desertaram em massa para o lado romano e Asdrúbal Giscão e Magão Barca acabaram confinados com suas tropas em Gadir, inacessível a um assalto romano. Terminado o motim de Sucro e a Revolta de Indíbil e Mandônio, Públio Cipião Africano enviou Caio Lúcio Marco Sétimo por terra e Caio Lélio por mar, que obtiveram, ambos, vitórias na Batalha do Guadalquivir e na Batalha de Carteia, reduzindo as possessões cartaginesas na Península Ibérica à cidade de Gadir.

## Batalha
Magão Barca embarcou suas forças, na época composta por uns poucos milhares de homens e alguns poucos barcos, e, seguindo pela costa, chegou até Cartago Nova, onde ancoraram os navios e desembarcaram as tropas, mas a guarnição romana, cujo nome do líder é desconhecido, rechaçou o ataque.

## Consequências
Magão Barca retornou derrotado a Gadir, onde os cidadãos lhe cerraram as portas e iniciaram as negociações com os romanos para uma rendição, obrigando o general cartaginês a abandonar a cidade e seguir para as Baleares, onde passou o inverno em Porto Magão (moderna Maó), zarpando no ano seguinte para o norte da Itália para tentar sublevar os lígures.